# René Repasi
René Repasi, né le 8 novembre 1979 à Karlsruhe, est un homme politique allemand, membre du Parti social-démocrate d'Allemagne (SPD).
Il est député européen depuis février 2022 à la suite de la démission d'Evelyne Gebhardt.

## Biographie
Il a étudié le droit à l'Université de Heidelberg et à l'Université Montpellier-I. Il a obtenu son doctorat dans ce domaine à la première de ces universités. Il a travaillé à la Commission européenne et à la Cour de justice de l'Union européenne, et a également été expert juridique au Parlement européen. Il a été enseignant universitaire aux universités de Heidelberg et de Fulda, il s'est spécialisé dans les questions liées au droit européen. Depuis 2014, il a été le coordinateur d'EURO-CEFG, un centre de recherche en gestion économique et financière de trois universités néerlandaises. En 2021, il a pris le poste de professeur à l'Université Érasme de Rotterdam, il est également devenu le chef adjoint du département de droit international et de l'UE de cette université.
En 1996, il rejoint le Parti social-démocrate d'Allemagne. En février 2022, il assume le mandat de député au Parlement européen de la 9e législature, en remplacement d'Evelyne Gebhardt. Il rejoint le groupe de l'Alliance progressiste des socialistes et démocrates.